# Präsidentschaftswahl in Slowenien 2002
Die Präsidentschaftswahl in Slowenien 2002 fand am 10. November und am 1. Dezember 2002 statt. Gewinner der Wahl im zweiten Wahlgang war Janez Drnovšek (LDS).

## Wahlsystem
Der Staatspräsident wurde in direkter und geheimer Wahl vom Volk für eine Amtszeit von 5 Jahren gewählt. Eine anschließende Wiederwahl war einmalig möglich. Um an der Wahl teilnehmen zu können, musste ein Kandidat die slowenische Staatsbürgerschaft besitzen. Die Wahl wurde vom Präsidenten der Staatsversammlung ausgeschrieben und musste spätestens 15 Tage vor Ablauf der Amtszeit des vorigen Präsidenten stattfinden. Als gewählt galt der Kandidat, welcher die absolute Mehrheit der Stimmen erhielt. Sollte keiner der Kandidaten die absolute Mehrheit der Stimmen erreichen, so musste eine Stichwahl zwischen den zwei Kandidaten stattfinden, welche die meisten Stimmen erhalten haben.
Sollte die reguläre Amtszeit des Präsidenten während eines Kriegs- oder Ausnahmezustandes ablaufen, so endete sein Amt erst sechs Monate nach Beendigung des Kriegs- oder Ausnahmezustandes.

## Kandidaten
Zur Wahl traten insgesamt neun Kandidaten an: Lev Kreft (ZLSD), Janez Drnovšek (LDS), France Arhar (SLS), Barbara Brezigar (parteilos), Zmago Jelinčič (SNS), France Bučar (parteilos), Anton Bebler (DeSUS), Jure Jurček Cekuta (parteilos) und Gorazd Drevenšek.
Der bisherige Amtsinhaber Milan Kučan (ZLSD) durfte nicht mehr zur Wahl antreten.

## Wahlergebnis
Im ersten Wahlgang holte Janez Drnovšek mit rund 44 Prozent die meisten Stimmen, verfehlte damit aber die absolute Mehrheit, wodurch ein zweiter Wahlgang notwendig wurde. Auf dem zweiten Platz mit rund 31 Prozent landete Barbara Brezigar und kam damit in die Stichwahl mit Janez Drnovšek.
In der zweiten Abstimmungsrunde am 1. Dezember 2002 gewann Janez Drnovšek mit einem deutlichen Vorsprung von rund 57 Prozent vor Barbara Brezigar die Wahl.
| Kandidaten                                      | Kandidaten         | Parteien                                   | 1. Wahlgang | 1. Wahlgang | 2. Wahlgang | 2. Wahlgang |
| Kandidaten                                      | Kandidaten         | Parteien                                   | Stimmen     | %           | Stimmen     | %           |
| ----------------------------------------------- | ------------------ | ------------------------------------------ | ----------- | ----------- | ----------- | ----------- |
|                                                 | Janez Drnovšek     | Liberalna demokracija Slovenije            | 508.014     | 44,4        | 586.847     | 56,5        |
|                                                 | Barbara Brezigar   | Parteilos (SDS – N.Si)                     | 352.520     | 30,8        | 451.372     | 43,5        |
|                                                 | Zmago Jelinčič     | Slovenska nacionalna stranka               | 97.178      | 8,5         |             |             |
|                                                 | France Arhar       | Parteilos                                  | 86.836      | 7,6         |             |             |
|                                                 | France Bučar       | Parteilos                                  | 37.069      | 3,2         |             |             |
|                                                 | Lev Kreft          | Združena lista socialnih demokratov        | 25.715      | 2,2         |             |             |
|                                                 | Anton Bebler       | Demokratična stranka upokojencev Slovenije | 21.165      | 1,8         |             |             |
|                                                 | Gorazd Drevenšek   | Nove stranke                               | 9.791       | 0,9         |             |             |
|                                                 | Jure Jurček Cekuta | Parteilos                                  | 6.184       | 0,5         |             |             |
| Gesamt                                          | Gesamt             | Gesamt                                     | 1.144.472   | 100         | 1.038.219   | 100         |
|                                                 |                    |                                            |             |             |             |             |
| Ungültige Stimmen                               | Ungültige Stimmen  | Ungültige Stimmen                          | 15.209      | 1,3         | 14.275      | 1,4         |
| Wähler                                          | Wähler             | Wähler                                     | 1.159.681   | 72,0        | 1.052.494   | 65,4        |
| Wahlberechtigte                                 | Wahlberechtigte    | Wahlberechtigte                            | 1.609.875   |             | 1.610.082   |             |
|                                                 |                    |                                            |             |             |             |             |
| Quellen: Uradni list, 1. Wahlgang – 2. Wahlgang |                    |                                            |             |             |             |             |